# 日教組教育新聞
日教組教育新聞（にっきょうそきょういくしんぶん）とは、日本教職員組合の発行する機関紙。
1949年（昭和24年）4月11日「教育新聞」として創刊。1951年（昭和26年）8月15日現在の「日教組教育新聞」に改題した。

## 教育新聞創刊前
全日本教職員組合（全教）の機関紙として1946年（昭和21年）5月3日に「Nippon Kyoiku Sinbun」の第1号が発行された。
その後、全教が全日本教育労働組合（全教労）と改称されたのにあわせ、1946年（昭和21年）5月18日発行の第2号からは「Kyouiku Rodo」と改題され発行された。
さらに、1946年（昭和21年）8月31日「週刊教育新聞」に改題した。
1947年（昭和22年）6月8日の日本教職員組合結成を受けて、同年6月16日発行の第55号からは日本教職員組合の機関紙となった。
その後、1948年（昭和23年）12月27日「教育新報」に改題したが、「教育新聞」創刊にあたり1949年（昭和24年）3月11日発行をもって廃刊となった。